# Rodrigo Bocardi
Rodrigo Bocardi de Moura, mieux connu comme Rodrigo Bocardi (né le 4 janvier 1976 à Ipaussu), est une journaliste et présentateur de télévision brésilien.

## Biographie et carrière
Rodrigo est diplômé en journalisme en 1997 de la FIAM et a commencé sa carrière au Grupo Bandeirantes. Plus tard, TV Globo l'a appelé pour devenir rédacteur économique du Jornal da Globo.
Il devient rapidement reporter et quitte TV Globo pour travailler, entre 2003 et 2004, en Angola, à la télévision publique de ce pays. Il revient à Globo après cette expérience, devenant correspondant à New York en 2009. En 2013, il retourne au Brésil pour présenter Bom Dia São Paulo et apparaître comme présentateur de São Paulo sur Bom Dia Brasil.
Il a réussi dans son rôle et la même année, il a finalement commencé à présenter Jornal Hoje. Toujours en 2013, en décembre, Bocardi a commencé à remplacer Chico Pinheiro dans la présentation de Bom Dia Brasil, pendant les vacances du journaliste.
En décembre 2014, après des changements dans la programmation de Globo, elle a également commencé à présenter le bloc local de Bom Dia Brasil. Le 10 septembre 2016, il devient l'un des présentateurs occasionnels du Jornal Nacional.
En mai 2020, il fait ses débuts comme présentateur occasionnel sur SPTV. En août 2020, il reprend l'éventuelle présentation de Jornal Hoje.
Le 9 novembre 2020, il fait ses débuts à la radio en présentant l'émission Ponto Final CBN sur CBN, aux côtés de la journaliste Carolina Morand, qui co-présente l'émission directement depuis les studios CBN de Rio de Janeiro.
Le 15 novembre 2020, il a présenté en direct Antena Paulista Especial, couvrant le premier tour des élections municipales à São Paulo.
Le 21 décembre 2020, il a fait ses débuts en tant que présentateur occasionnel du Jornal da Globo, remplaçant la journaliste Renata Lo Prete pendant ses vacances et ses jours de congé.

## Vie privée
Il est marié à Cláudia Bocardi et a trois enfants : Anne, Gabriel et Gustavo Bocardi.